# Andreadoxa flava
Andreadoxa flava ist ein seltener Baum in der Familie der Rautengewächse, er ist endemisch im östlichen brasilianischen Bundesstaat Bahia. Es ist die einzige Art der Gattung Andreadoxa. Der Gattungsname ehrt den brasilianischen Botaniker André Maurício Vieira de Carvalho (1951–2002).

## Beschreibung
Andreadoxa flava wächst als Baum bis etwa 10–15 Meter hoch. Der Stammdurchmesser erreicht bis zu 30 Zentimeter. Die Borke ist gräulich und rau.
Die meist wechselständigen, gefiederten Laubblätter sind kurz gestielt und mit nur einem Blättchen (unifoliolate). Der Blattstiel ist etwa 1,5–5 Zentimeter lang. Die ganzrandigen, eiförmigen, -lanzettlich bis elliptischen und papierigen Blättchen sind kahl und 13–25 Zentimeter lang und 5–10 Zentimeter breit. An der Spitze sind sie rundspitzig bis spitz. Die Blättchen sind drüsig punktiert, unterseits sichtbar.
Es werden end- oder achselständige, kleinere Thyrsen an den Zweigenden gebildet. Die gelblich-weißen, fünfzähligen Blüten sind kurz gestielt und mit doppelter Blütenhülle. Der kleine, etwa 2 Millimeter große und kahle Kelch ist becherförmig und schwach gelappt. Die verkehrt-eilanzettlichen bis spatelförmigen 5 freien Petalen sind etwa 1,5–2 Zentimeter lang und im unteren Teil behaart. Es sind 2 Staubblätter und 5 lange, im unteren Teil behaarte, leicht keulenförmige, drüsige, etwa 1,5 Zentimeter lange Staminodien vorhanden. Zwei Staminodien sind unten an den Petalen angeheftet. Die freien Staubblätter besitzen im unteren Teil breitere, kellenförmige und abgeflachte sowie behaarte Staubfäden und die zwei länglichen und aufrechten, drüsigen Antheren der einzelnen Staubblätter sind miteinander verwachsen. Der kahle, drüsige Fruchtknoten, mit fünf freien Fruchtblättern, ist oberständig und vom becherförmigen, kahlen Diskus eingehüllt. Der kurze, gynobasische Griffel ist verkehrt-konisch, mit einer gelappten, breit-kopfigen Narbe.
Es werden rundliche bis ellipsoide, einsamige, bis etwa 1,5–2,5 Zentimeter lange, leicht unebene, kahle Balgfrüchte mit beständigem Kelch gebildet. Meist wird nur eine Frucht pro Blüte gebildet, aber es können auch mehrere in einer Sammelbalgfrucht erscheinen. Die etwas abgeflachten, etwa ellipsoiden, braunen und glatten Samen sind bis etwa 1,5 Zentimeter lang, mit dünner, papieriger Samenschale. Die Kotyledonen sind gefaltet.